# Công ty trách nhiệm hữu hạn Tập đoàn Alpha
Công ty trách nhiệm hữu hạn Tập đoàn Alpha (giản thể: 奥飞娱乐股份有限公司; phồn thể: 奧飛娛樂股份有限公司; bính âm: Aòfēi Yúlè Gǔfèng Yǒuxiàngōngsī, nói ngắn gọn là 奥飞娱乐/ 奧飛娛樂/ Aòfēi Yúlè; tiếng Anh: Alpha Group Co., Ltd.) là một tập đoàn đa quốc gia của Trung Quốc với hoạt hình, đồ chơi, truyền thông đại chúng và công ty giải trí có trụ sở chính do Thái Đông Thanh thành lập năm 1993. Năm 2016, đổi tên từ Alpha Animation (giản thể: 广东奥飞动漫文化股份有限公司; phồn thể: 廣東奧飛動漫文化股份有限公司; bính âm: Guǎngdōng Aòfēi Dòngmàn Wénhuà Gǔfèng Yǒuxiàn gōngsī, nói ngắn gọn là 奥飞动漫/ 奧飛動漫/ Aòfēi Dòngmàn, tiếng Anh: Guangdong Alpha Animation and Culture Company). Công ty có một trang web truyện tranh U17, và cũng là một công ty điện ảnh của Hoa Kỳ, Alpha Pictures, và đã công bố thành lập một bộ phận hoạt hình cũng có trụ sở tại Hoa Kỳ.

## Lịch sử

### Auldey Toys
Năm 1993, Cai Dongqing bỏ ra 800.000 nhân dân tệ để thành lập công ty Auldeytoys tại huyện Trừng Hải, thành phố Sán Đầu, tỉnh Quảng Đông, Trung Quốc. Nhưng công ty không thể phát triển, vì vậy để giải quyết vấn đề này, Cai đã thành lập "Công ty truyền bá văn hóa Alpha Quảng Châu".

### Alpha Animation
Năm 2006, Alpha Animation đã sử dụng hình thức quảng bá để bán "yo-yo" và Blazing Teens (tiếng Trung: 火力少年王). Năm 2007, Alpha được chuyển đổi để thành lập "Công ty văn hóa và hoạt hình Alpha Quảng Đông".
Năm 2012, Alpha Animation hợp tác với Hasbro để cùng phát triển thương hiệu cho Trung Quốc và các thị trường toàn cầu khác. Một trong những thương hiệu được chọn là sê-ri Blazing Teens của Alpha, cùng với một tài sản Hasbro chưa được đặt tên. Kết quả đầu tiên từ sự hợp tác này bao gồm Blazing Teens và dòng đồ chơi Kre-O dựa trên nhượng quyền thương mại Armor Hero của Alpha, cả hai đều ra mắt vào cuối năm 2015.

## Các công ty con

### Creative Power Entertaining
Creative Power Entertaining Co., Ltd. (CPE)(giản thể: 广东原创动力文化传播有限公司, phồn thể: 廣東原創動力文化傳播有限公司, bính âm: Guǎngdōng Yuánchuàng Dònglì Wénhuà Chuánbō Yǒuxiàngōngsī, nói ngắn gọn là 原创动力/ 原創動力/ Yuánchuàng Dònglì) là một công ty hoạt hình cũng của Trung Quốc, được thành lập vào năm 2004. Nó đã được mua bởi Alpha Animation vào tháng 10 năm 2013.

### Mingxin Chuangyi Cartoon
Guangdong Mingxin Chuangyi Cartoon Co., Ltd. (giản thể: 广东明星创意动画有限公司, phổn thể: 廣東明星創意動畫有限公司, bính âm: Guǎngdōng Míngxīng Chuàngyì Dònghuà Yǒuxiàngōngsī, nói ngắn gọn là 明星动画/ 明星動畫/ Míngxīng Dònghuà) (Công ty trách nhiệm hữu hạn Giải trí Former Happytoon Computer, gọi tắt là MSC) là một studio được thành lập bởi “cha đẻ của Pleasant Goat” - Huang Wei-ming, sau khi ông rời Creative Power Entertaining. Tháng 7 năm 2012, Huang không đủ tiền làm phim hoạt hình nên Alpha Group đã mua 70% cổ phần.

### Siyue Xinkong
Công ty trách nhiệm hữu hạn Công Nghệ Mạng Siyue Xinkong Bắc Kinh (giản thể: 北京四月星空网络技术有限公司, Traditional: 北京四月星空網絡技術有限公司, Pinyin: Běijīng Sìyuè Xīngkōng Wǎngluò Jìshù Yǒuxiàngōngsī) là một trang web hoạt hình của Trung Quốc và kinh doanh Phim hoạt hình, được thành lập vào tháng 5 năm 2009, có trang web Phim hoạt hình "U17". Vào tối ngày 11 tháng 8 năm 2015, Alpha Animation thông báo đã chi 904 triệu nhân dân tệ để mua 100% cổ phần, theo "tiền mặt và cổ phiếu".

### Jia-jia Cartoon Channel
Kênh Jia-jia Cartoon Channel của Đài phát thanh và truyền hình Quảng Đông (giản thể: 广东广播电视台嘉佳卡通频道, phổn thể: 廣東廣播電視台嘉佳卡通頻道, bính âm: Guǎngdōng Guǎngbò Diànshìtái Jiā Jiā Kǎtōng Píndào, nói ngắn gọn là 嘉佳卡通频道/ 嘉佳卡通頻道/ Jiā Jiā Kǎtōng Píndào) bắt đầu phát sóng vào ngày 16 tháng 9 năm 2006, được cấp phép bởi SARFT và thuộc về Tập đoàn Truyền thông Phương Nam vàĐài Phát thanh và Truyền hình Quảng Đông. Năm 2010, Alpha Animation mua 60% cổ phần, nhận bản quyền phát sóng 30 năm. Vào giữa năm 2011, Jia-jia bắt đầu phát sóng tại Trung Quốc trên hạ tầng vệ tinh.

## Phim

### Phim điện ảnh
- Cast Away (2000)
- Armor Hero Atlas (2014)[12]
- The Strange House (2015)
- Balala the Fairies: Princess Camellia (2015)
- Armor Hero Captor King (2016)
- Armor Hero Emperor (2010)[12]
- Armor Hero Hunter Movie (TBA)
- Assassin's Creed (2016) (tài trợ một phần)
- Backkom Bear: Agent 008 (2017)[13]
- Balala the Fairies: the Movie (2013)[12]
- Meet the Pegasus (2014)[12]
- Paris Holiday (2015)[12]
- The Mermaid (2016)
- Pleasant Goat and Big Big Wolf – Amazing Pleasant Goat (2015)
- Pleasant Goat and Big Big Wolf - Dunk for Future (2022)
- One Hundred Thousand Bad Jokes 2 (2017)
- The Flash and Dash Movie - 3D Movie (July 12 2021)
- Agent Backkom: Kings Bear (2021)
- Extinct (2021)
- The Revenant (2015) (tài trợ một phần)[1]

### Phim bộ
Danh sách này không đầy đủ, bạn cũng có thể giúp mở rộng danh sách.
- Trò Chơi Vương Quyền (2012)
- Aggretsuko (2018-nay)
- Trò Chơi Con Mực (2021)
- Pikwik Pack (2020)
- Backkom (2020)
- Armor Hero (Anh Hùng Trái Đất) (2008)
- Armor Hero Captor (2015)
- Armor Hero Captor King (2017)
- Armor Hero Hunter (2018-2020)
- Armor Hero Lava (2013)
- Armor Hero XT  (2011)
- Battle Strike Team: Giant Saver (2012)
- Battle Strike Team: Railway Vanguard (2020)
- Battle Strike Team: Rescue Engine (2016)
- Battle Strike Team: Space Deleter (2014)
- Balala the Fairies (2008–nay)
- Blazing Teens (Đấu Trường Yo-yo) (2006–2015)
- Blazing Teens: Legendary Warriors (Tuyệt Đỉnh Yo-yo)(2015–2017, hợp tác cùng Hasbro)
- Dragon Warrior (2003-2011)
- Electro Boy (2008–2013)
- Flash and Dash (Sấm Chớp Và Tốc Độ) (2008-2010)
- Go For Speed (2008)
- Hover Champs (2011)
- The Family of Greenwood (2006)
- Infinity Nado (Vòng Quay Vô Cực) (2012–2018)
- King of Warrior EX (2007)
- Legends of Spark (2021)
- Mask Master (2013)
- Paboo & Mojies (2012-2015)
- Peek a Boo (2021)
- Nana Moon (2013)
- Opti-Morphs/Screechers Wild! (2016-2018)
- Cừu vui vẻ và Sói xám (2005–nay)
- Rev and Roll (2019) (hợp tác sản xuất với DHX Media)
- Super Wings (Đội Bay Siêu Đẳng) (2015–nay)
- Show By Rock (2017)
- The Legend of Armor Hero (2018)
- The Mechnimals (Chiến Cơ Siêu Hạng) (2011)
- Vary Peri (2012–2013)
- Katuri (2018)
- Jing-ju Cats (2015)
- Chicago P.D. (2014)
- Chicago Fire (2012)
- Chicago Justice (2017)
- Chicago Med (2015)
- Archer (2009)
- Littlest Pet Shop (2021)
- Balala The Fairies: Kirakira Recipe a la Mode (2017)

## Trò chơi điện tử
- Monster x Alliance 2 (怪物x联盟2) (2016), hợp tác với Lạc Thiên Y